# Baptarma
Baptarma là một chi bướm đêm thuộc họ Noctuidae.

## Các loài
- Baptarma felicita Smith, 1904